# ウィリアム・ウィリアムス (独立宣言署名者)
ウィリアム・ウィリアムズ（英:William Williams、1731年4月23日-1811年8月2日）は、現在のアメリカ合衆国コネチカットの代表として1776年に大陸会議代表となり、アメリカ独立宣言に署名した者の一人である。
ウィリアムズはコネチカットのレバノンで牧師のティム・ソロモン・ウィリアムズとメアリー・ポーター夫妻の息子として生まれた。ハーバード大学で進学を学び1751年に卒業した。1年間牧師になるための準備をしたが、このときフレンチ・インディアン戦争で戦う民兵隊に入った。戦後、レバノンに店を開き、これを多年にわたって営業した。1771年にジョナサン・トランブル知事の娘メアリー・トランブルと結婚した。夫妻はウィリアムズの死の時まで添い続け、3人の子供をもうけた。
ウィリアムズは1776年にオリバー・ウォルコットの代わりに大陸会議代表に選ばれた。独立宣言への投票を行うには到着が遅れたが、アメリカ独立宣言の正式な写しにはコネチカットの代表として署名した。
チャールズ・A・グッドリッチ牧師の著書『アメリカ独立宣言署名者の人生』（1834年）には、「ウィリアム・ウィリアムズは若い時に宗教的告解を行い、その長い人生を通じて、謙虚で首尾一貫した行動と対話を行ったことで際立っていた。まだ若者のときに、助祭の職に選ばれ、終生その職に留まった。彼の後半生は主に読書、瞑想および祈りに捧げられた」と記されている。
ウィリアムズはコネチカット州レバノンにある第一会衆派教会の牧師でもあった。商人としても大変成功した。